# 특별한 하루 (2012년 영화)
특별한 하루(Un giorno speciale, A Special Day)는 이탈리아에서 제작된 프란체스카 코멘치니 감독의 2012년 드라마 영화이다. 필리포 스치키타노 등이 주연으로 출연하였다.

## 출연

### 주연
- 필리포 스치키타노
- 줄리아 발렌티니

## 제작진
- 원작자: 클라우디오 비가글리
- 프로듀서: 카를로 디글리 에스포스티